# Descongélate!
Descongélate! es una película española de comedia negra estrenada en 2003, escrita y dirigida por Dunia Ayaso y Félix Sabroso y protagonizada en los papeles principales por Pepón Nieto, Candela Peña, Loles León y Rubén Ochandiano. 
Por su papel en la película, Candela Peña obtuvo al galardón en la categoría de mejor actriz en los Premios Ondas de 2003.

## Sinopsis
Justo Santos, un actor de cabaret que tiene una gran habilidad para las imitaciones, recibe una millonaria oferta para protagonizar una película con el director de cine de moda. Tanto Justo como su familia ven en ello una gran ocasión para salir del anonimato y dejar atrás los apuros económicos que padecen. Sin embargo, sus sueños de prosperidad se ven frustrados cuando la noche antes de firmar el contrato, el director muere por una sobredosis. Iris, novia de Justo, propone ocultar el cadáver hasta la firma del contrato. Pero lo que parece un asunto fácil se irá complicando cuando Berto, ex presidiario y hermano de Justo, y Katy, su madre y 'vedette' retirada, entran a formar parte del plan.

## Reparto
- Candela Peña ... Iris
- Pepón Nieto ... Justo Santos
- Loles León ... Katy
- Rubén Ochandiano ... Berto
- Jose Ángel Egido ... Pedro (productor)
- Óscar Jaenada ... Aitor (director)
- Pilar Castro ... Anita
- Roberta Marrero ... Nona
- Ángel Burgos ... Chava
- Carmen Machi ... Carmela
- Marieta Orozco